# Antropocene

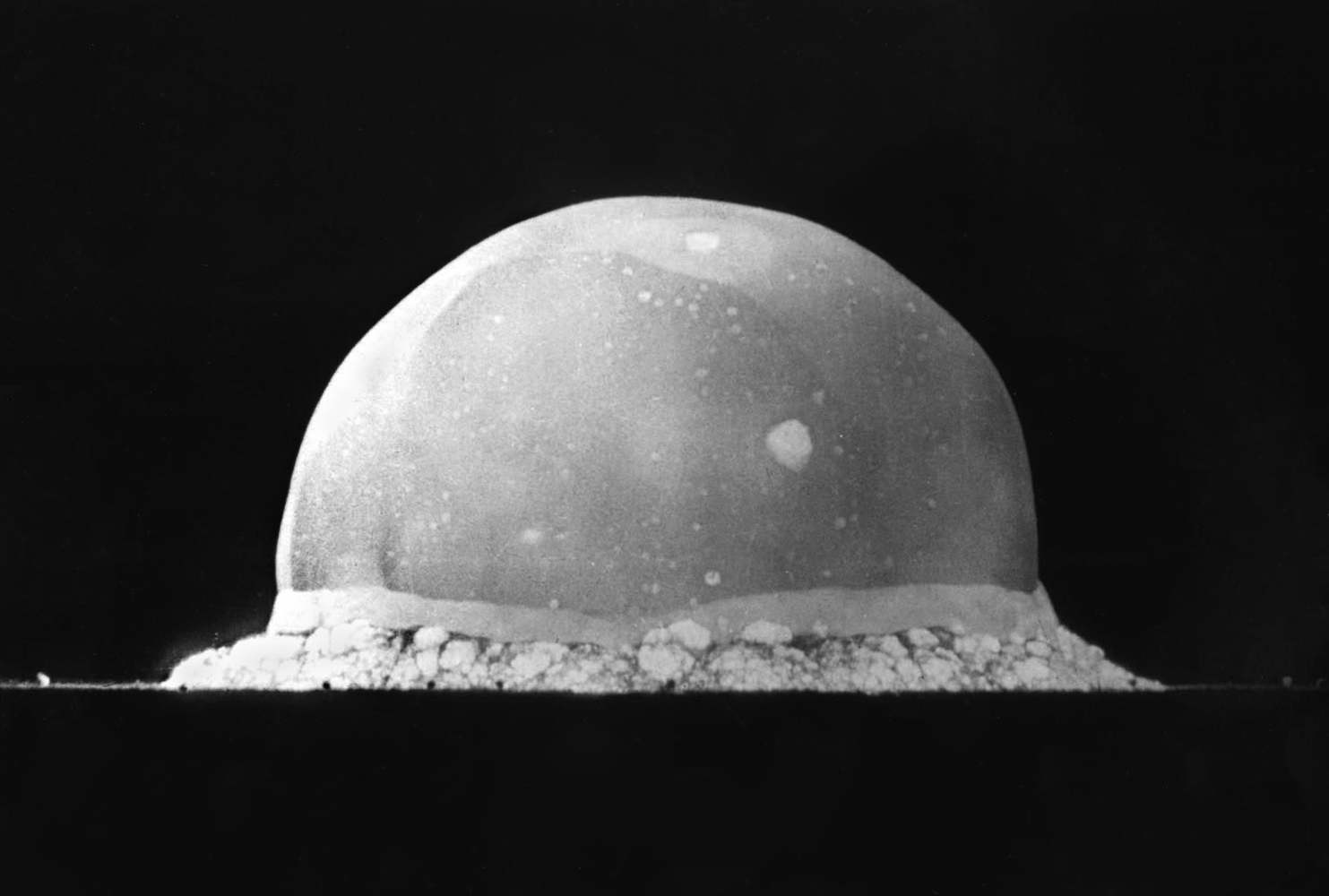
Il test nucleare Trinity, datato 16 luglio 1945, è stato proposto da alcuni membri dell'Anthropocene Working Group come inizio dell'Antropocene

Con "Antropocene" si indica un termine proposto per designare l'attuale epoca geologica, nella quale l'essere umano con le sue attività è riuscito con modifiche territoriali, strutturali e climatiche ad incidere su processi geologici. Riguardo alla definizione scientifica di Antropocene, alcuni hanno suggerito di non rimanere intrappolati in definizioni specifiche delle proprie discipline ma di guardare oltre, considerando i cambiamenti nel sistema Terra per intero.
Il termine deriva dalle parole in greco ànthrōpos e kainos, che significano rispettivamente essere umano e recente, e almeno inizialmente non sostituiva il termine corrente usato per l'epoca geologica attuale, Olocene, ma serviva semplicemente ad indicare l'impatto che l'Homo sapiens ha sull'equilibrio del pianeta. Dopo 15 anni di dibattiti le organizzazioni internazionali dei geologi hanno bocciato la proposta di adottare il termine "Antropocene" per indicare appunto una nuova epoca geologica. La decisione è arrivata dopo avere preso in esame da dove cronologicamente farla iniziare in base a precise considerazioni stratigrafiche.

## Nascita del termine

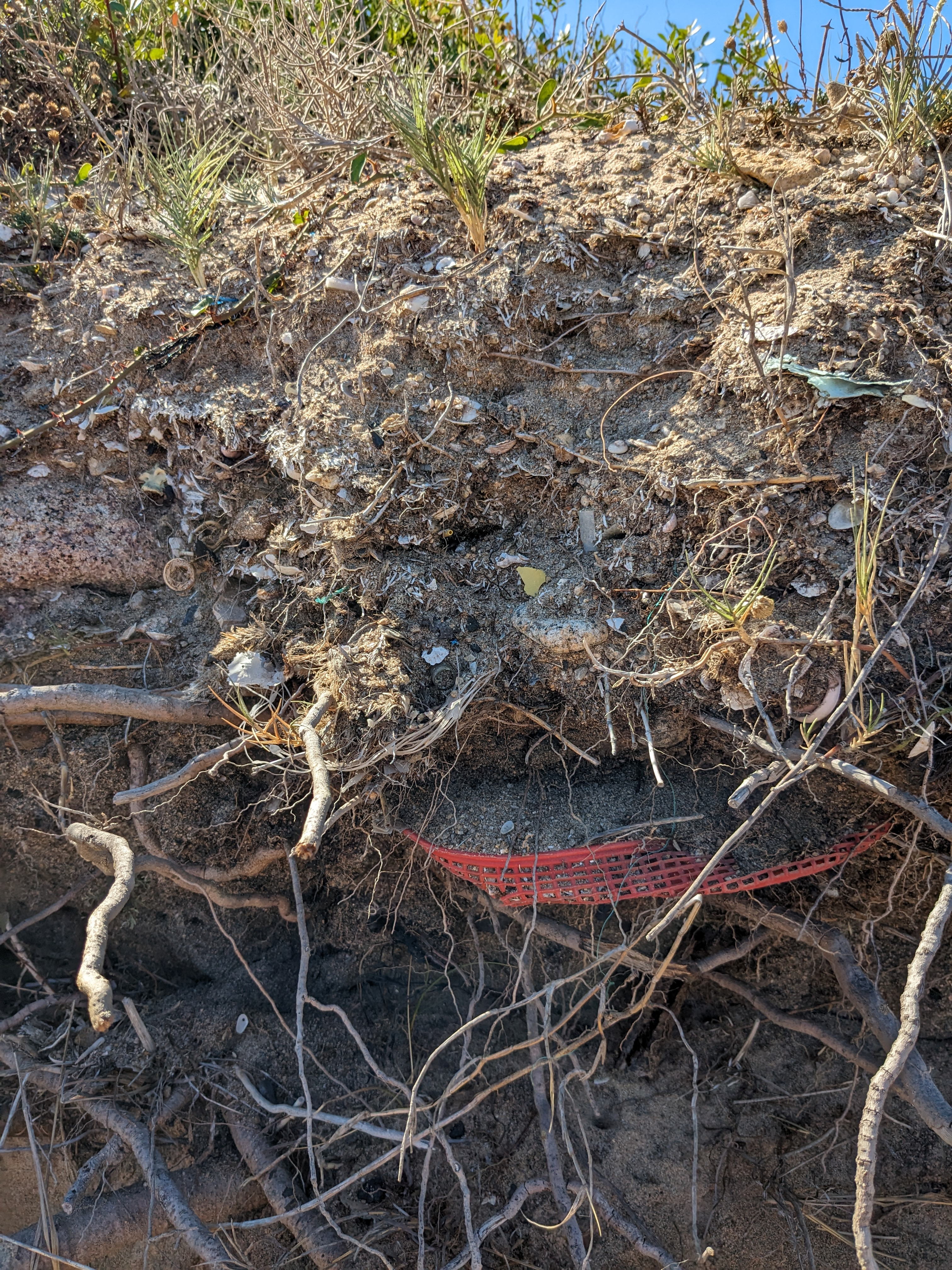
Stratigrafia di una duna costiera formatasi durante l'Antropocene, frammisti ai "normali" componenti terrigeni, sono sedimentati durante la formazione della duna, anche frammenti di oggetti di plastica

Il primo studioso a proporre una definizione specifica per l'era geologica in cui la Terra è massicciamente segnata dalla attività umana fu il geologo Antonio Stoppani, che nel 1873 scrisse che l'attività umana rappresentava una nuova forza tellurica e propose il termine di era antropozoica per definirla. Successivamente il geochimico russo Vernadskij considerò che «la direzione in cui i processi dell'evoluzione crescono, soprattutto verso la consapevolezza e il pensiero e le forme hanno un'influenza sempre maggiore sugli ambienti circostanti», e definì il periodo col termine di noősphera (ossia "mondo del pensiero") per sottolineare il potere crescente della mente umana nel modellare il suo futuro e l'ambiente; lo stesso termine venne usato dal paleontologo e pensatore cattolico Teilhard de Chardin. Nel 1992, Andrew Revkin ipotizzò la creazione di una nuova epoca geologica chiamata Antrocene. Il termine fu diffuso negli anni ottanta dal biologo naturalista Eugene F. Stoermer e adottato al convegno dell'IGPB del 2000 dal Premio Nobel per la chimica Paul Crutzen e dallo stesso Stoermer in una nota apparsa in una newsletter. Successivamente Crutzen formalizzò il concetto in opere quali l'articolo Geology of mankind, apparso nel 2002 su Nature, e il libro Benvenuti nell'Antropocene. Il termine apparve per la prima volta in V. Shantser, alla voce The Anthropogenic System (Period) del secondo volume della Great Soviet Encyclopedia (1973). Crutzen e Stoermer proposero infine congiuntamente l'adozione del termine Antropocene con il significato attuale in una newsletter del Programma Internazionale Geosfera-Biosfera nell'anno 2000.
Nel 2024 l'Unione Internazionale delle Scienze Geologiche ha respinto la proposta di introdurre l'Antropocene come unità formale di scala temporale geologica.

## Date di inizio
Pur essendoci consenso nella comunità scientifica sulla presenza attuale di un’era caratterizzata da impatti geologici che risalgono alle attività antropiche, sono al vaglio diverse proposte per stabilire la data di inizio di questa era. Come ogni specie, anche la specie Homo sapiens, con il suo avvento, ha comportato dei cambiamenti negli equilibri ecosistemici. Agli albori, dato il numero esiguo di popolazione e l’uso di tecnologie semplici, gli impatti sono stati contenuti per millenni, a cui si sono succedute alcune accelerazioni prestazionali con peculiari caratteristiche rilevabili nei depositi geologici:
- La domesticazione del fuoco. Incendi di vaste aree.
- La domesticazione di piante e animali. Comparsa di specie domestiche. Contemporanea estinzione dei grandi mammiferi selvatici. Diffusione di agricoltura e allevamento. Sensibile aumento di popolazione. Inizio di agglomerati urbani.
- L’industrializzazione. Sfruttamento massiccio dei combustibili fossili. Nascita dei prodotti di sintesi. Estinzioni di specie.
- Gli esperimenti nucleari. (Nel 2015 l’Anthropocene Working Group ha proposto come prima data il 16 luglio 1945, ma è stata successivamente ritirata).

## Omogenocene
Omogenocene (da: omo- , stesso, geno-, generato e -cene, da kainòs, nuovo) è uno dei termini equivalenti che era stato usato da Michael Samways nell'articolo editoriale sul Journal of Insect Conservation del 1999 intitolato Traslocare la fauna in terre straniere: ecco che arriva l'omogenocene e quindi usato da John L. Curnutt nel 2000 in Ecologia, in una breve lista intitolata Guida all'omogenocene, che esaminava le specie aliene in Nord America e Hawaii: impatti sugli ecosistemi naturali di George Cox.
Il termine considera il presente periodo come definito dalla diminuzione della biodiversità, con una omogeneizzazione progressiva della biogeografia e gli ecosistemi del mondo a causa delle specie aliene che sono disperse nel mondo volontariamente (colture, bestiame) o per rilasci involontari, come descritto da Charles C. Mann, nel suo libro 1493: Pomodori, tabacco e batteri. Come Colombo ha creato il mondo in cui viviamo.

## Nella cultura

### Discipline umanistiche
Il concetto di Antropocene è stato affrontato anche attraverso discipline umanistiche come filosofia, letteratura e arte. Nel mondo accademico, è stato oggetto di crescente attenzione attraverso riviste speciali, conferenze e rapporti. L'Antropocene, la relativa scala temporale e le implicazioni ecologiche sollevano interrogativi sulla morte e la fine della civiltà, la memoria e gli archivi, la portata e i metodi dell'indagine umanistica e le risposte emotive alla "fine della natura".

### Cultura popolare
Il concetto di Antropocene è anche stato diffuso tramite film documentari come: The Antarctica Challenge: A Global Warning, The Polar Explorer, L'homme a mangé la Terre, Antropocene - L'epoca umana and Anthropocene.